# Polarkreis 18
Polarkreis 18 (pronunciado [po'laːʀ.kʀaɪs 'axtseːn]) es un grupo musical originario de Dresde, Alemania. Formado a partir del grupo Jack of All Trades, su estilo es una mezcla de música pop, synth pop e indietrónica. Según el cantante del grupo Felix Räuber, fue el álbum 13 de la banda británica Blur el que les inspiró a alejarse del estilo de sus comienzos, cercano al metal.

## Miembros
- Felix Räuber: voz, guitarra y piano.
- Christian Grochau: batería.
- Bernhard Silvester Wenzel: piano, instrumentación electrónica y coros.
- Ludwig Bauer: piano, guitarra y trompeta.
- Philipp Makolies: piano y guitarra.
- Uwe Pasora: bajo.

## Historia
El primer trabajo publicado por Polarkreis 18 fue un álbum descargable gratuito de cinco pistas que colgaron en su página web. En 2006 la banda obtuvo el segundo puesto en el premio f6 Music Award; también fue finalista en el concurso PlugIn-Festival. Ese año firmaron su primer contrato discográfico con Motor Music.
El 16 de febrero de 2007, publicaron su álbum de debut Polarkreis 18, mezclado por Jochen Naaf, que obtuvo buenas críticas antes incluso de la propia fecha de lanzamiento.
En febrero de 2008 actuaron de teloneros en la gira por Alemania de The Smashing Pumpkins. En octubre de ese mismo año publicaron el tema Allein Allein, que formaba parte de la banda sonora de la película "Krabat". La canción se situó directamente entre los diez primeros puestos en las listas alemanas de sencillos y en tres semanas ya había alcanzado el número uno. El remix en alemán, inglés y danés Allein, alene de la banda de rock danesa Nephew entró a mediados de octubre en la lista de sencillos danesa en la tercera posición. El segundo disco de Polarkreis 18 se tituló "The Colour of Snow" y se lanzó al mercado el 17 de octubre de 2008. El disco incluía arreglos orquestales dirigidos por el músico Sven Helbig, colaborador habitual de Rammstein. La imagen de la portada, que muestra a uno de los músicos encerrado en un bloque de hielo, se convirtió en una seña de identidad del grupo; la fotografía es obra de Matthias Popp.
El 13 de febrero de 2009, Polarkreis 18 representó al estado federado de Sajonia en el festival Bundesvision Song Contest. Interpretaron una versión en alemán de su segundo sencillo The Colour of Snow (en el videoclip estaba en inglés) y alcanzaron la segunda posición. Con el ascenso de The Colour of Snow a la quinta plaza en febrero de 2009, Polarkreis 18 tuvo simultáneamente dos sencillos en el top ten de las listas alemanas.
El videoclip del tema Allein Allein estuvo nominado al premio ECHO de 2009 en la categoría de "Mejor vídeo nacional", premio que finalmente ganó Gib mir Sonne de Rosenstolz.

## Nombre del grupo
La traducción del nombre de la banda es "Círculo polar 18". Sobre el origen de dicho nombre circulan varias posibles historias. Según una entrevista de 2007, Polarkreis18 era un archivo de sonido durante los trabajos de grabación, que más tarde se convertiría en una canción de la cual el grupo tomaría el nombre. En una entrevista posterior, aseguraron que la explicación era otra: según esta nueva versión, el padre de un amigo formó parte de una expedición al Círculo Polar en tiempos de la RDA. La deficiente equipación hizo que regresase con dos dedos del pie congelados, quedándole así sólo 18 dedos. Según Bild-Zeitung, el cantante Felix Räuber atribuye esta desgracia a su propio padre.

## Discografía

### Álbumes
| Año  | Título                           | Posición | Posición | Posición |
| Año  | Título                           | [ 16 ]   | [ 17 ]   | [ 18 ]   |
| ---- | -------------------------------- | -------- | -------- | -------- |
| 2002 | Teaser (como Jack of All Trades) | –        | –        | –        |
| 2005 | Look                             | –        | –        | –        |
| 2007 | Polarkreis 18                    | 96       | –        | –        |
| 2008 | The Colour of Snow               | 14       | –        | 62       |
| 2010 | Frei                             | 73       | –        | -        |

### Sencillos
| Año  | Título              | Posición | Posición | Posición | Álbum              |
| Año  | Título              | [ 19 ]   | [ 20 ]   | [ 21 ]   | Álbum              |
| ---- | ------------------- | -------- | -------- | -------- | ------------------ |
| 2008 | Allein Allein       | 1        | 2        | 7        | The Colour of Snow |
| 2009 | The Colour of Snow  | 5        | 38       | –        | The Colour of Snow |
| 2009 | Happy Go Lucky      | 72       | -        | -        | The Colour of Snow |
| 2010 | Unendliche Sinfonie | 32       | -        | -        |                    |

## Vídeos musicales
- Allein, Allein, dirigido por Hagen Decker.
- The Colour of Snow, dirigido por Sven Helbig y Krause Brothers.